# (3602) Lazzaro
(3602) Lazzaro (1981 DQ2) – planetoida z pasa głównego asteroid okrążająca Słońce w ciągu 3,41 lat w średniej odległości 2,27 au Odkrył ją Schelte Bus 28 lutego 1981 roku.